# Expocystis rustica
Expocystis rustica är en snäckart som först beskrevs av Ludwig Pfeiffer 1852.  Expocystis rustica ingår i släktet Expocystis och familjen Helicarionidae. Inga underarter finns listade i Catalogue of Life.